# La paura va via da sé se i pensieri brillano
La paura va via di sè se i pensieri brillano è un album in studio della cantante italiana Nada, pubblicato il 7 ottobre 2022 dalla casa discografica La Tempesta Dischi/Santeria.

## Descrizione
Dei brani In mezzo al mare, Io ci sono, Chi non ha, Oscurità e Nada Yoga sono stati girati dei video ufficiali, presenti su YouTube nel canale dell'artista. 

## Tracce
1. In mezzo al mare – 2:58
2. Io ci sono – 3:53
3. Sorridimi – 2:52
4. Chi non ha – 3:48
5. Banane city – 3:43
6. Noi resteremo uniti – 3:48
7. Un viaggio leggero – 3:35
8. Oscurità – 4:03
9. Nada Yoga – 3:35
10. Tu non mi chiedi mai di me – 3:42

Durata totale: 35:57